# Municipio de Winsted
El municipio de Winsted (en inglés: Winsted Township) es un municipio ubicado en el condado de McLeod en el estado estadounidense de Minnesota. En el año 2010 tenía una población de 968 habitantes y una densidad poblacional de 10,99 personas por km².

## Geografía
El municipio de Winsted se encuentra ubicado en las coordenadas 44°56′2″N 94°4′29″O / 44.93389, -94.07472. Según la Oficina del Censo de los Estados Unidos, el municipio tiene una superficie total de 88.12 km², de la cual 85,44 km² corresponden a tierra firme y (3,04 %) 2,68 km² es agua.

## Demografía
Según el censo de 2010, había 968 personas residiendo en el municipio de Winsted. La densidad de población era de 10,99 hab./km². De los 968 habitantes, el municipio de Winsted estaba compuesto por el 98,97 % blancos, el 0,1 % eran afroamericanos, el 0,21 % eran amerindios, el 0,1 % eran de otras razas y el 0,62 % eran de una mezcla de razas. Del total de la población el 2,07 % eran hispanos o latinos de cualquier raza.